# بونغا
جوزيه أديلينو بارسيلو دي كارفاليو، الملقب ببونغا (مواليد 5 سبتمبر 1942). هو مغني وكاتب أغاني أنغولي في موسيقى الفولك والسمبا. وُلد في كيبيري في لواندا عام 1942.

## السيرة الذاتية
وُلد جوزيه أديلينو بارسيلو دي كارفاليو في مقاطعة بينغو في أنغولا، وغادر بلاده في سن الثالثة والعشرين ليصبح رياضيًا في ألعاب القوى، حيث حقق رقماً قياسياً في سباق 400 متر في البرتغال (كانت أنغولا في ذلك الوقت واحدة من مستعمرات البرتغال الخمس في إفريقيا). وكان قد بدأ مشواره الغنائي في سن الخامسة عشرة. توقف كارفاليو عن الرياضة في عام 1972، وركز بالكامل على موسيقاه، ليصبح مشهورًا في أنغولا و البرتغال. بعد ثورة القرنفل في أبريل 1974، أصبح بونغا نجمًا جماهيريًا بين المهاجرين من المستعمرات البرتغالية السابقة، وكذلك بين البرتغاليين من أصول إفريقية وأوروبية. وأصدر أكثر من 30 ألبومًا غنائيًا، مغنيًا بالبرتغالية والكيمبوندو، وهي لغته الأم.
أثناء فترة استعمار أنغولا، كان بونغا من الداعمين البارزين للاستقلال. وهذا ما أدى إلى نفيه من أنغولا في أوائل السبعينيات. في تلك الفترة، كانت البرتغال تحت حكم النظام الاستبدادي والمحافظ "إستادو نوفو" الذي أسسه سالازار. وبفضل مكانته كرياضي مميز في البرتغال، كان بارسيلو دي كارفاليو يتمتع بحرية تنقل نادرة، وهو ما استخدمه تحت اسم "بونغا كويندا" لنقل رسائل بين المناضلين من أجل الاستقلال في المنفى وأصدقائهم في أنغولا. عندما اكتشف جهاز الأمن السياسي البرتغالي (P.I.D.E.) أن "بونغا كويندا" وبارسيلو دي كارفاليو هما نفس الشخص، تم إجبار بونغا على النفي إلى روتردام، حيث في عام 1972 تبنى اسم "بونغا" وبدأ بتسجيل أول ألبوم له "أنغولا 72". كما قدّم في هذا الألبوم أغنيته الشهيرة "مونا كي نجي شيكا"، التي ظهرت لاحقًا في فيلم "عندما يختفي القط" للمخرج سيدريك كلافيس عام 1996. وقد أصدر الألبوم في وقت كان فيه مذكرة توقيف صدرت بحقه في أنغولا بسبب الكلمات الثورية للألبوم، مما اضطره للانتقال بين ألمانيا وبلجيكا وفرنسا حتى نيل أنغولا استقلالها عن البرتغال في عام 1975 نتيجة أحداث ثورة القرنفل. أثناء وجوده في أوروبا، التقى بونغا مع موسيقيين آخرين من البرتغال وتكيف مع أصوات السمبا، مما أضاف إليها طابعًا مميزًا يتناسب مع أسلوبه الموسيقي المتنوع.
بعد الاستقلال، أخذت الحكومة الأنغولية أفضل الفنانين المنفردين في البلاد وأسست أوركسترا تسمى "سمبا تروبيكال" بهدف إحياء صناعة الموسيقى المفقودة، كما وصفها أحد المتحدثين باسم وزارة جمهورية أنغولا أثناء جولة الفرقة في أوروبا في منتصف الثمانينات: "واجهنا مشاكل كبيرة بسبب الحرب من أجل الاستقلال. عندما غادر البرتغاليون، دمروا بعض الأساسيات بتخريب المعدات، وكان علينا أن نبدأ من الصفر. بعد الاستقلال، لم يكن هناك أي فرق موسيقية. الفرق التي تم تشكيلها لم تكن نشطة بسبب نقص الآلات الموسيقية."
عاش بونغا بعض الوقت بين باريس وأنغولا، قبل أن يستقر بشكل رئيسي في لشبونة. ومع تدهور الحياة ما بعد الاستعمار في أنغولا بسبب الفساد والمجاعة والعنف المستمر، ظل بونغا نقديًا تجاه القادة السياسيين من جميع الأطراف. وصوت بونغا من أجل السلام والضمير يظل يجعل منه بطلًا للشعب الأنغولي بغض النظر عن مكان إقامته.
في سن 74، نشر بونغا في عام 2016 ألبومه الحادي والثلاثين "Recados de Fora" (رسائل من الخارج)، الذي ضم 9 أغاني جديدة بما في ذلك "تونوكينو"، بالإضافة إلى بعض الأغاني المعادة مثل "Sodade Meu Bem Sodade" وهي أغنية من تأليف "زي دو نورتي" وغناها من قبل ماريا بيثانيا أو نازاريه بيريرا، و "Odji Maguado" من تأليف الكاتب الكابفيردي ب. ليزا، والتي حققت شهرة واسعة بفضل غنائها من قبل "سيساريا إيفورا" في ألبومها عام 1990 "Distino di Belita".

## الألبومات
1. Angola 72 - صدر في 1972
2. Angola 74 - صدر في 1974
3. Raízes - صدر في 1975
4. Angola 76 - صدر في 1976
5. Racines - صدر في 1978
6. Kandandu - صدر في 1980
7. Kualuka Kuetu - صدر في 1983
8. Marika - صدر في 1984
9. Sentimento - صدر في 1985
10. Massemba - صدر في 1987
11. Reflexão - صدر في 1988
12. Malembe Malembe - صدر في 1989
13. Diaka - صدر في 1990
14. Jingonça - صدر في 1991
15. Paz em Angola - صدر في 1991
16. Gerações - صدر في 1992
17. Mutamba - صدر في 1993
18. Tropicalíssimo - صدر في 1993
19. Traditional Angolan Music - صدر في 1993
20. Fogo na Kanjica - صدر في 1994
21. O Homem do Saco - صدر في 1995
22. Preto e Branco - صدر في 1996
23. Roça de Jindungo - صدر في 1997
24. Dendém de Açúcar - صدر في 1998
25. Falar de Assim - صدر في 1999
26. Mulemba Xangola - صدر في 2001
27. Kaxexe - صدر في 2003
28. Maiorais - صدر في 2004
29. Bairro - صدر في 2008
30. Hora Kota - صدر في 2011
31. Recados de Fora - صدر في 2016
32. Kintal da Banda - صدر في 2022
تحتوي هذه الألبومات على مجموعة من الأغاني التي تمثل الأنماط التقليدية للسمبا والموسيقى الفولكلورية الأنغولية. قدم بونغا طوال مسيرته الفنية ألحانًا غنية ومتنوعة، وقدم صوتًا يمثل الثقافة الأنغولية بشكل فني.

## جوائز
حصل بونغا على تميز "فارس وسام الفنون والآداب" من قبل الحكومة الفرنسية. وقد تم تسليم هذه الجائزة من قبل وزارة الثقافة الفرنسية في مراسم أقيمت في 10 ديسمبر 2014 في أنغولا.